# Luftfart
Se flygning för flygande föremål och varelser i allmänhet.

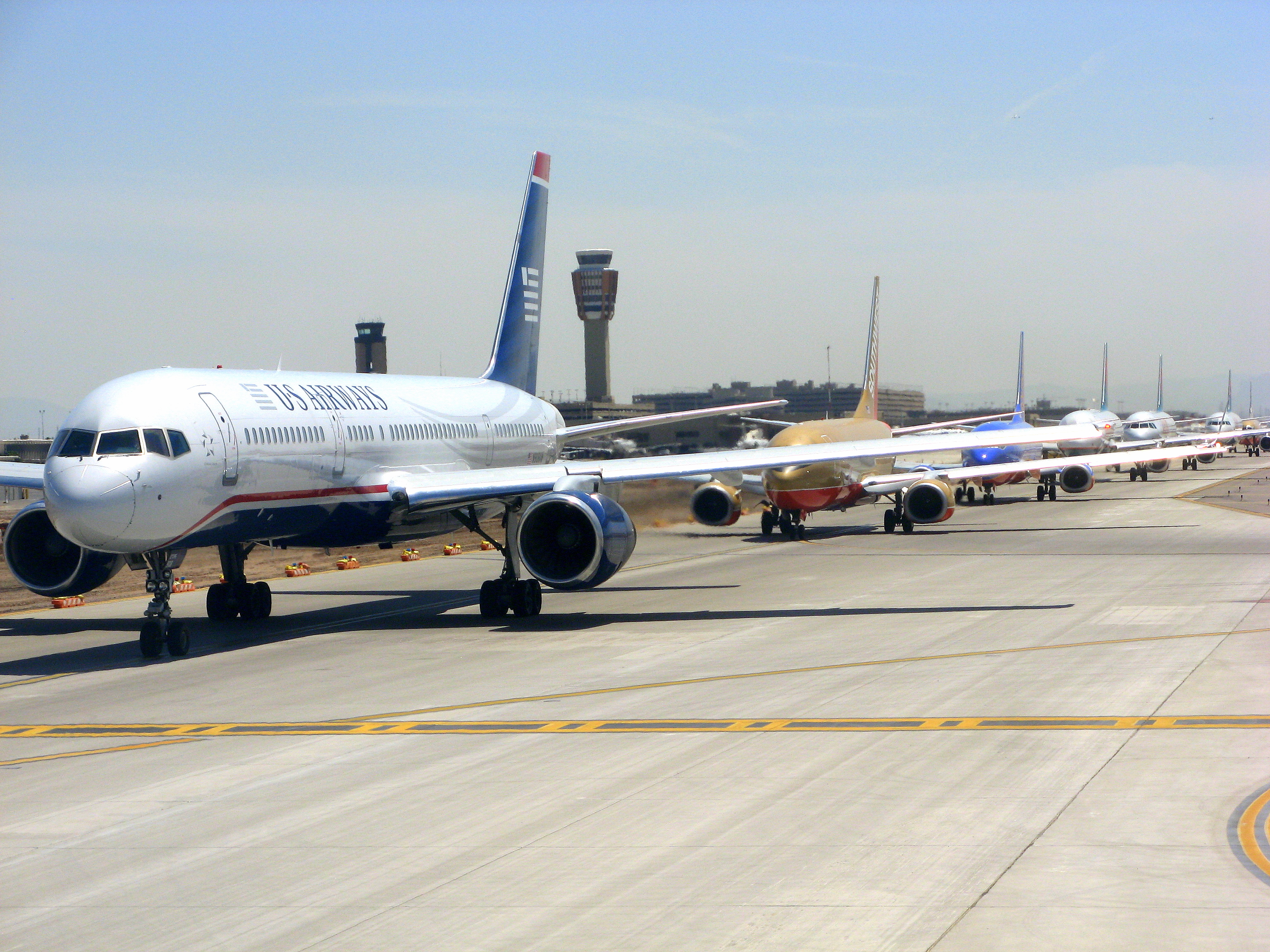
Taxande flygplan på Phoenix Sky Harbor International Airport, Phoenix, Arizona, USA.

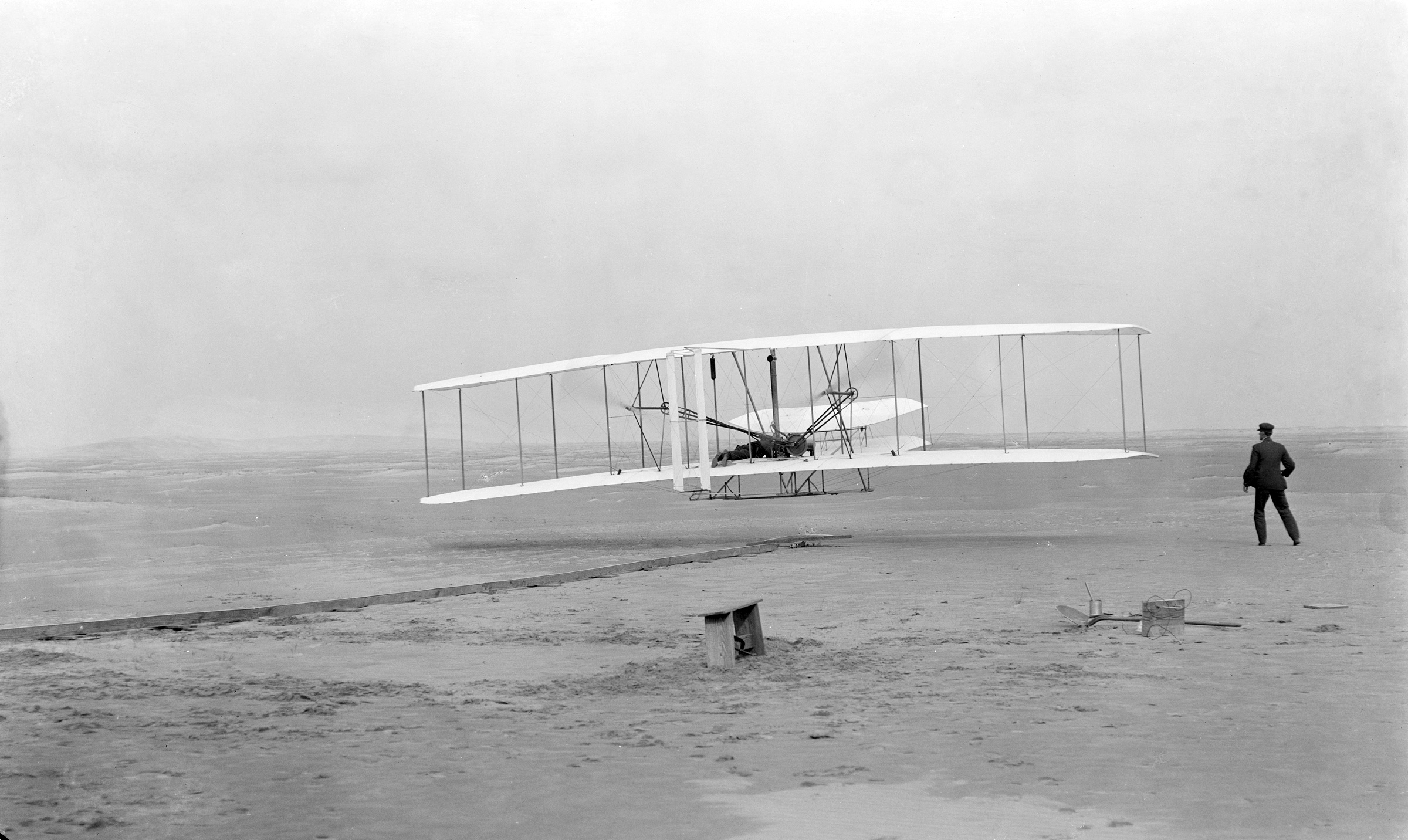
Bröderna Wrights flygplan 1903.

Luftfart innebär att utnyttja luftfartyg för flygverksamhet. Luftfart kan vara civil eller militär.

## Civil luftfart
Civil luftfart kan bedrivas på många olika sätt. Den delas av Luftfartsstyrelsen in på följande sätt med angivande av motsvarande bestämmelse inom parentes, med direktlänk:
Kommersiell luftfart
- Kommersiella flygtransporter (flygplan)
- Kommersiellt bruksflyg med flygplan (LFS 2007:47)
- Kommersiella flygtransporter (helikopter)
- Kommersiellt bruksflyg med helikopter (LFS 2007:49)
- Kommersiell flygning med bemannad varmluftsballong (LFS 2007:48)

Icke-kommersiell luftfart
- Luftfartsverksamhet av särskild art
- Privatflygning med flygplan (LFS 2007:58)
- Privatflygning med ultralätta flygplan (LFS 2007:71)
- Flygning med segelflygplan och motorsegelflygplan (LFS 2007:32)
- Privatflygning med helikopter LFS 2007:59)
- Privatflygning med bemannad varmluftsballong (LFS 2007:33)
- Flygning med hängglidare (LFS 2007:60)
- Flygning med flygskärmLFS 2007:44)
- Fallskärmshoppning (LFS 2007:56)

## Historik

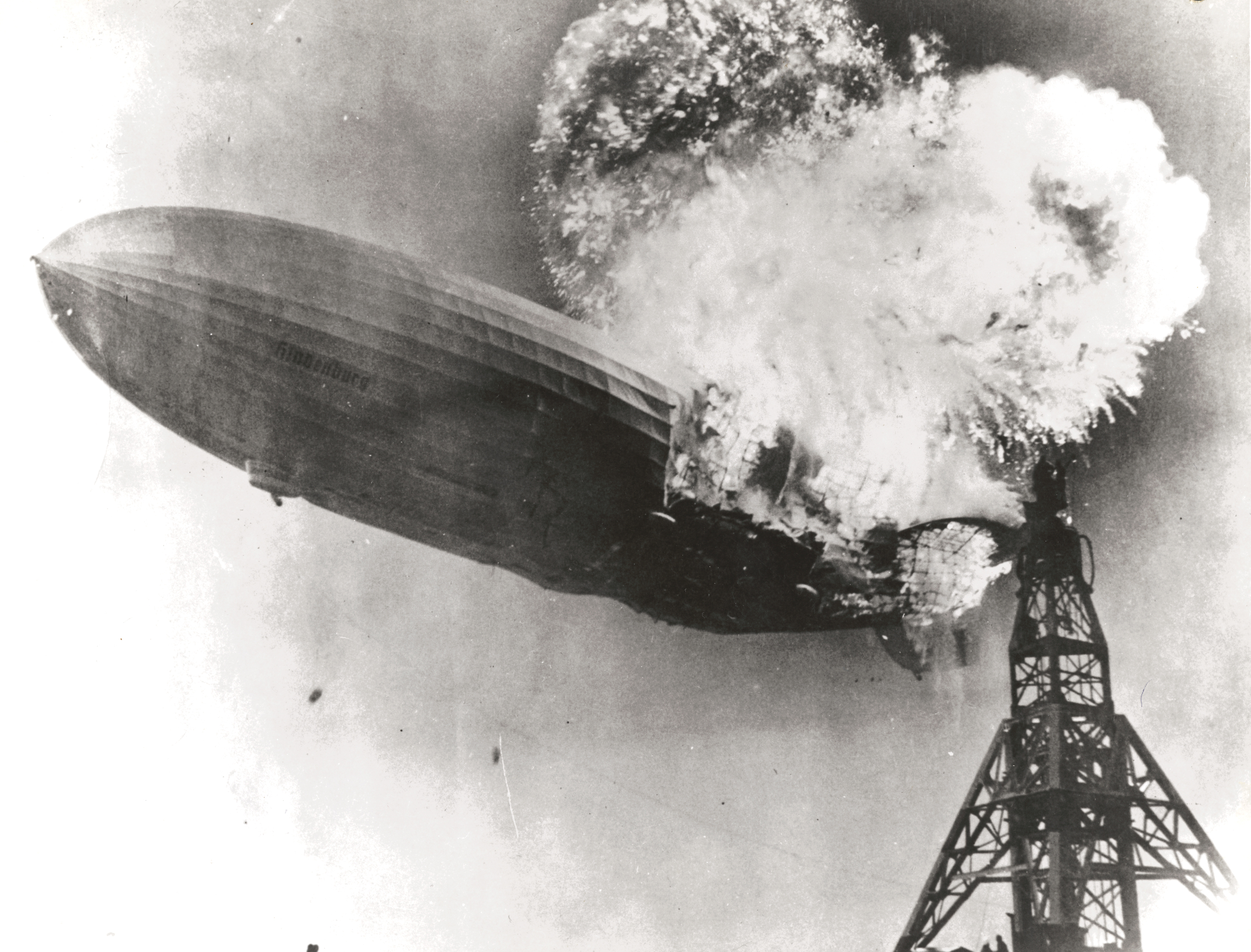
Luftskeppet Hindenburg brinner.

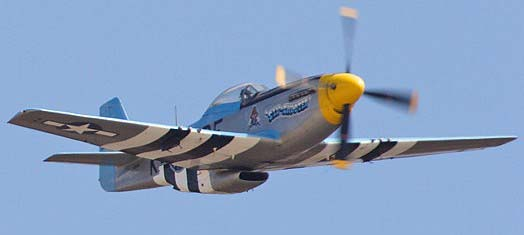
North American P-51 Mustang, stridsflygplan från andra världskriget.

En tidig flygfärd gjordes av Abbas Ibn Firnas i Spanien år 875. Bröderna Montgolfier flög med en luftballong år 1783. Under hela 1800-talet var ballonger det man huvudsakligen experimenterade med i flygförsök. Brasilianaren Alberto Santos-Dumont kombinerade vätgasballongen med propeller och förbränningsmotor och fick fram en farkost som kunde flygas till en förutbestämd plats. Den 19 oktober 1901 vann han de la Meurthe-priset för sin flygning över Paris med sitt luftskepp nummer sex. 
Det företag som skulle komma att dominera marknaden för luftskepp var dock tyska Zeppelin GmbH, med flaggskeppet Graf Zeppelin. Zeppelins och luftskeppens era tog dock ett abrupt slut den 6 juni 1937, när luftskeppet Hindenburg tog eld i Lakehurst, New Jersey och dödade 36 personer.
År 1903 skedde den första flygningen flygplan tyngre-än-luft. Bröderna Wright flög drygt 37 meter med Flyer i Kitty Hawk i USA. Tidigare hade bland annat Otto Lilienthal gjort flera lyckade glidflygningar med motorlösa plan.
Uppfinnandet av vingklaffar och utvecklandet av rodren gjorde flygplanen mer lättmanövrerade och vid första världskrigets utbrott kunde ett antal modeller sättas in i striderna, till en början mest användes till spaning. Några flygplan  var Sopwith Pup, Sopwith Camel och Röde baronens Fokker triplan.
Under andra världskriget var planen mer avancerade. Flygplanen flög längre, var snabbare och bar tyngre laster. Framstående flygplan under andra världskriget var bland andra B-17 Flying Fortress, Avro Lancaster, Mitsubishi Zero, Supermarine Spitfire, P-51 Mustang och Messerschmitt Bf 109. År 1944 kom det första jetdrivna flygplanet i tjänst under kriget, det tyska Messerschmitt Me 262.
Efter andra världskriget satte den civila luftfarten igång ordentligt, med både frakt- och passagerarflyg. År 1949 kom de Havilland Comet, det första jetdrivna linjeflygplanet.

## Flygplan för persontransport

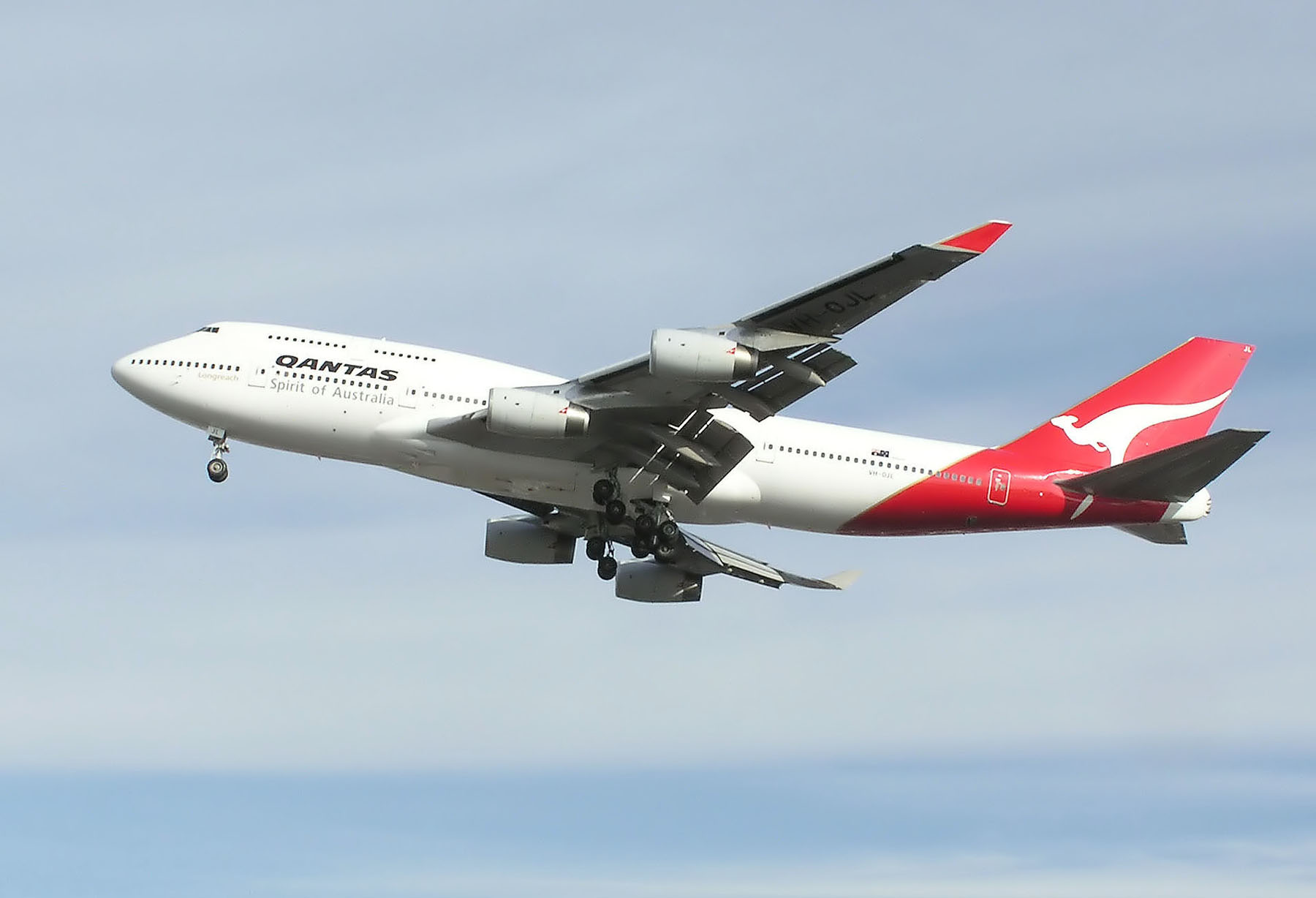
Ett Boeing 747, ett modernt flygplan tillhörande Qantas.

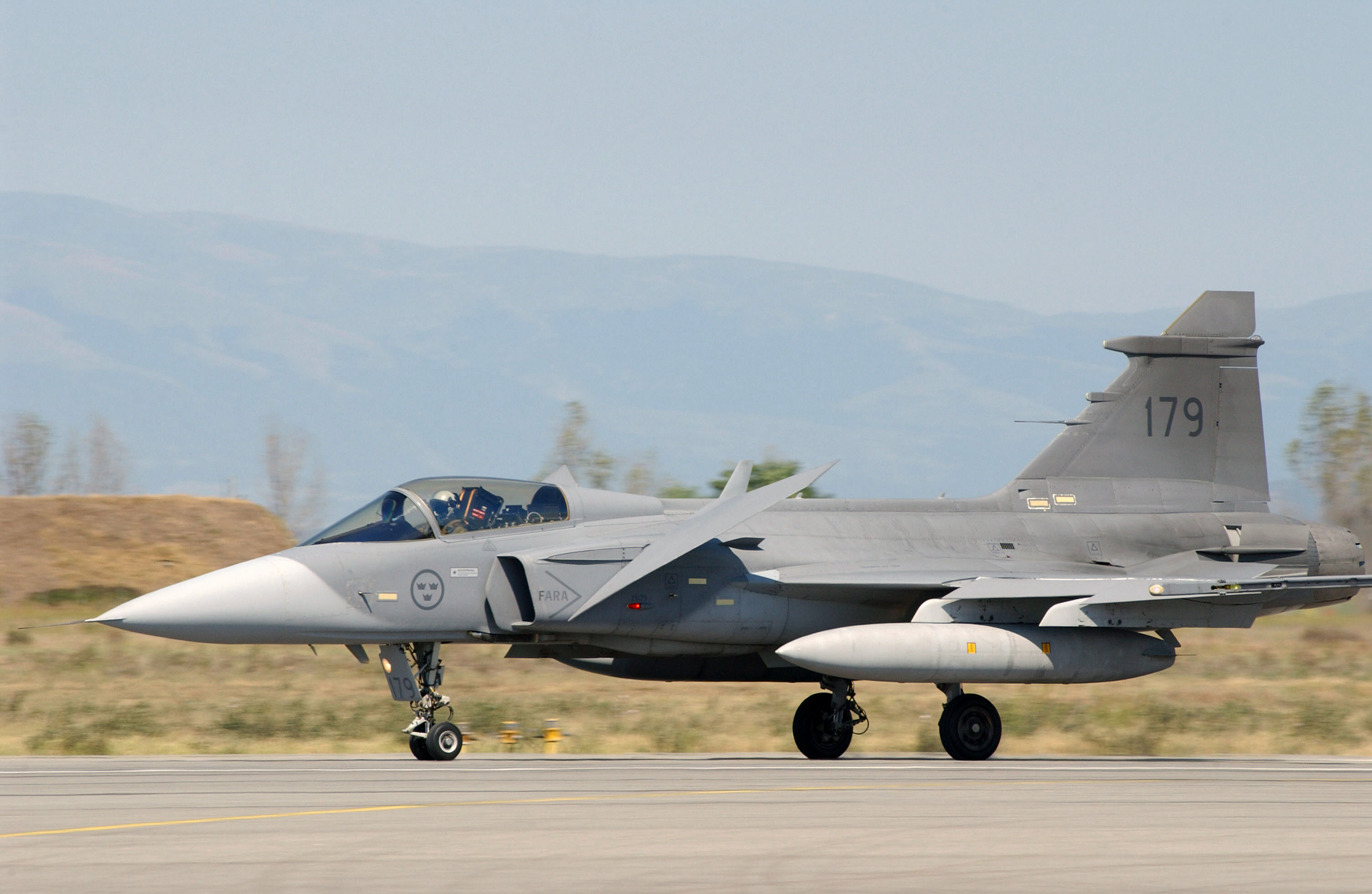
Saab 39 Gripen, stridsplan.

De största tillverkarna av stora passagerflygplan är Boeing och Airbus. Mindre passagerarflygplan tillverkas av bland andra Embraer, Bombardier och Avions de Transport Regional (ATR).

## Flygledning
Flygledningen är människor på marken som kommunicerar med flygplan i luften eller på flygplatsen för att kontrollera att allt fungerar som det skall. Inga plan får landa på en kontrollerad flygplats utan klarering från flygledningen. Inte heller får ett kontrollerat luftrum genomflygas utan klarering. De flesta kommersiella flygplatser i Sverige har antingen flygkontrolltjänst eller flyginformationstjänst, i vissa fall bara under delar av dygnet. Ledningen är speciellt viktig under inflygning då väderförhållandena hindrar sikten och gör det svårt eller omöjligt för piloter att se andra flygplan. Utöver säkring av avstånd mellan flyg står också flygledningen för väderrapporter, navigationsassistans och andra tjänster för piloterna. Merparten av all kommunikation mellan flyg och flygledning är på engelska, men för VFR är även svenska tillåtet i Sverige.